# Dumfriesshire hound
I Dumfriesshire Black e Tan Foxhounds o segugio del Dumfriesshire erano un branco di foxhound allevati nell'allevamento Glenholm, a Kettleholm, vicino a Lockerbie fino a quando non furono sciolti nel 2001.
Sono stati creati da Sir John Buchanan Jardine, autore di Hounds of the World (1937), dopo la prima guerra mondiale. Si ritiene che i segugi siano stati originariamente creati incrociando Bloodhound / Grand Bleu de Gascogne / Foxhound inglese. Essi erano più grandi dei foxhound standard ed erano neri e focati. Sebbene quel branco sia stato sciolto nel 1986, esiste un branco da loro discendente in Francia, noto come Equipage de la Roirie, e sono usati anche dall'Equipage Pique Avant Nivernais come staghound, insieme al segugio Français Blanc et Noir.
Questi grandi segugi furono anche incrociati con i Dumfriesshire Otterhounds durante la fondazione del branco Otterhound.
Dalla seconda guerra mondiale, il segugio Dumfriessire è stato utilizzato per migliorare la velocità e l'agilità in diversi branchi di Bloodhound da caccia.
I segugi del Dumfriesshire hanno interpretato il ruolo di segugi in I trenta nove passi con Robert Powell, in parte girato nell'area di Kettleholm.